# Atlantische Hurrikansaison 1992
Die Atlantische Hurrikansaison 1992 begann offiziell am 1. Juni 1992 und dauerte bis zum 30. November 1992. Obwohl die Hurrikansaison mit dem ersten subtropischen Sturm im April sehr früh und aktiv begann, hatte sie ein wenig aktives Ende. Der Subtropische Sturm Eins im April war bis zur Hurrikansaison 2003 der im Jahresverlauf früheste jemals aufgezeichnete subtropische Sturm. Die Gesamtaktivität dieser Hurrikansaison war unterdurchschnittlich, möglicherweise eine Auswirkung des El-Niño-Zyklus von 1991–1994.
Der stärkste und bekannteste Sturm der Hurrikansaison 1992 war Hurrikan Andrew, der bis zu Hurrikan Katrina des Jahres 2005 der Sturm mit der höchsten Summe an zerstörten Vermögenswerten in den Vereinigten Staaten war.
Hurrikan Andrew war erst der dritte bekannte Kategorie-5-Hurrikan mit Landfall in dieser Intensität in den Vereinigten Staaten überhaupt.
Mit den Hurrikanen Bonnie und Charley, die beide die Azoren berührten, und dem tropischen Sturm Danielle, der die Delmarva-Halbinsel in Virginia streifte, gab es in dieser Hurrikansaison weitere ungewöhnliche Landberührungen durch Stürme.

## Stürme

### Subtropischer Sturm Eins
Ein subtropischer Sturm bildete sich am 21. April 1992 im südwestlichen Nordatlantik, vor dem offiziellen Start der Saison. Das System löste sich am 24. April auf. Nach den Angaben des National Hurricane Centers (NHC) war dies bis dahin die erste Bildung eines Wirbelsturmes in einem April. Subtropische Stürme wurden zu der Zeit nicht mit einem Namen versehen, sodass der erste benamte Sturm in einem April der Tropische Sturm Ana der Atlantischen Hurrikansaison 2003 war.

### Tropisches Tiefdruckgebiet Eins
In der westlichen Karibik bildete sich am 25. Juni ein tropisches Tiefdruckgebiet, das an der Westküste Floridas örtlich zu mehr als 500 mm Niederschlag führte.
Operativ wurde dieses System durch das NHC als Tropisches Tiefdruckgebiet Zwei bezeichnet, weil es bereits im April ein klassifiziertes Tiefdruckgebiet gab, was in den Medien zu einiger Verwirrung führte, insbesondere deswegen, weil das National Meteorological Center (NMC) die Bezeichnung Tropisches Tiefdruckgebiet Eins verwendete. Damals war es üblich, subtropische und tropische Systeme auf unterschiedlichen Nummernkreisen zu führen. Das nächste Tiefdruckgebiet im Juli wurde durch das NHC erneut als Tropisches Tiefdruckgebiet Zwei klassifiziert, was in den Medien noch mehr Unklarheit verursachte.

### Tropisches Tiefdruckgebiet Zwei
Eine Gewitterfront, die sich vor der Küste New Yorks und der südlichen Neuenglandstaaten bildete und einen konvektiven Wirbel ausprägte, zeigte stetige Gewittertätigkeit, als die Front über den nördlichen Atlantischen Ozean wanderte. Als die Front etwa die Mitte des Ozeans erreichte, drückte eine stärker werdende Strömung aus dem Norden das System südwärts in die Subtropen östlich von Bermuda. Dabei behielt das System als ein kleines Tiefdruckgebiet, das innerhalb eines großen und relativ starken Oberflächen-Hochdruckgebietes eingebettet war, seine Organisation bei.
Aufklärungsflüge ergaben Windstärken eines minimalen tropischen Sturms und einen relativ hohen zentralen Luftdruck von 1016 hPa. Das NHC entschied sich deswegen, das System als tropisches Tiefdrucksystem zu führen, da der Luftdruck im Inneren höher als gewöhnlich war. Das System wanderte westwärts und lief sich tot, als es vor einer Kaltfront davonzog.
Das System wurde als zweites tropisches Tiefdruckgebiet der Saison klassifiziert, nachdem die Unklarheiten im Zusammenhang mit der Benennung des Tropischen Tiefdruckgebietes Eins beseitigt worden waren. Dies führte allerdings zur Existenz von zwei Systemen mit der Bezeichnung „Tropisches Tiefdruckgebiet Zwei“.

### Hurrikan Andrew
Eine tropische Welle löste sich am 14. August von der Küste Afrikas und entwickelte sich am 16. August zu einem tropischen Tiefdruckgebiet, etwa auf halbem Weg zwischen Afrika und den Kleinen Antillen. Das System zog in westnordwestlicher Richtung und verstärkte sich am 17. August zum Tropischen Sturm Andrew. Nachdem dieser Windgeschwindigkeiten von 80 km/h erreicht hatte, schwächten südwestliche Scherwinde den Sturm ab, der sich bis zum 20. August nur als minimaler Sturm mit einem Luftdruck von 1015 hPa halten konnte. Er umging die Kleinen Antillen vollständig und drehte dann aufgrund eines sich im Norden aufbauenden Hochdruckgebietes nach Westen ab.
Während dieses Drehens nach Westen entstand ein Trog südwestlich der Position Andrews. Diese Entwicklung war günstig für das Sturmsystem wegen der Abnahme vertikaler Windscherung. Eine gut definierte Ausströmung von aufsteigender Luft am oberen Ende des Wirbels intensivierte den Sturm aufgrund seiner geringen Größe schnell, am 22. August wurde er zum Hurrikan. Andrew wuchs schnell und erreichte am 23. August mit Windgeschwindigkeiten von 280 km/h seinen Höhepunkt. Er überquerte mit dieser Stärke die Bahamas, schwächte sich leicht ab, erreichte aber mit Windgeschwindigkeiten von 265 km/h erneut die Kategorie fünf auf der Saffir-Simpson-Hurrikan-Windskala. Nach dem Landfall in der Nähe von Homestead schwächte sich Andrew leicht ab und die Windgeschwindigkeit ging auf 215 km/h zurück. Nachdem Andrew über das offene Wasser des Golf von Mexiko gelangte, gewann der Hurrikan erneut an Stärke. Ein ausgeprägter subtropischer Trog drehte Andrew schließlich nordwärts. Der Hurrikan schwächte sich weitgehend ab, bevor er westlich von Morgan City am 26. August als Kategorie-3-Hurrikan auf die Küste traf. Er wanderte nordostwärts und löste sich am 28. August über Tennessee auf.
Hurrikan Andrew war bei weitem der stärkste Hurrikan des Jahres 1992 und nur einer von zwei Hurrikanen in den 1990er Jahren, der in die Kategorie fünf eingestuft wurde. Zwar war die Zahl der Todesopfer aufgrund der umfangreichen Evakuierungen mit 26 relativ gering, die verursachten Sachschäden mit 26 Milliarden US-Dollar (in Preisen von 1992) waren aber bis zu Hurrikan Katrina des Jahres 2005 die höchsten jemals durch einen tropischen Wirbelsturm verursachten. Auf 25 Milliarden US-Dollar summierten sich die Schäden nur im Dade County (heute Miami-Dade County) in Florida, sie beliefen sich auf eine Milliarde in Louisiana und rund 250 Millionen US-Dollar auf den Bahamas.

### Hurrikan Bonnie
Der Sturm, der sich später zu Bonnie entwickelte, bildete sich am 17. September aus einer Kaltfront. Das Tiefdruckgebiet wurde in den frühen Morgenstunden des 18. Septembers als Tropischer Sturm Bonnie klassifiziert und erreichte in den frühen Abendstunden desselben Tages bereits Hurrikanstärke. Die stärkste Intensität erreichte Hurrikan Bonnie am 21. September als Kategorie-2-Hurrikan mit Windgeschwindigkeiten von 175 km/h. Starke Westwinde in der Höhe wirkten sich auf den Hurrikan bei seinem Zug nach Südwesten aus, und am 23. September schwächte sich Bonnie zu einem tropischen Sturm ab. Nachdem Bonnie sich sogar zu einem Tiefdruckgebiet zurückentwickelt hatte, erreicht er am 27. September erneut Sturmstärke, blieb aber schlecht organisiert und die tiefe Konvektion verschwand, sodass durch das National Hurricane Center die Warnungen zunächst nicht fortgeführt wurden. Der Sturm wanderte ostwärts und schaffte es am 28. September erneut, die Stärke eines tropischen Sturms zu erreichen. In dieser Phase erreichten die Windgeschwindigkeiten noch einmal rund 110 km/h, bevor der Sturm sich bei seinem Zug über die Azoren erneut abschwächte, als er vertikaler Windscherung ausgesetzt war. Am 30. September wurde Bonnie östlich der Azoren außertropisch.
Bonnie traf zwar die Azoren, Sachschäden wurden jedoch nicht gemeldet.

### Hurrikan Charley
Charley bildete sich am 21. September etwa 1000 Kilometer südwestlich der Azoren. Das System verstärkte sich und wurde am 22. als tropischer Sturm klassifiziert. Es erreichte am frühen Morgen des 23. Septembers Hurrikanstärke. Auf seinen Höhepunkt als Hurrikan in der Kategorie zwei erreichte Charley Windgeschwindigkeiten von 175 km/h. Charley driftete am 25. September südwestwärts und drehte dann nach Nordosten, wobei seine Vorwärtsgeschwindigkeit zunahm. Charley schwächte sich am 26. September ab, da er über kühleres Wasser gelangte. Dieser Trend setzte sich auch am nächsten Tag fort und am späten Abend des 27. September löste sich das System auf.
Im Zusammenhang mit Hurrikan Charley wurden keine Sachschäden oder Todesopfer gemeldet.

### Tropischer Sturm Danielle
Das System bildete sich am 18. September vor der Ostküste der Vereinigten Staaten und wurde am 22. September als Tropischer Sturm Danielle benannt. Der Sturm zog parallel zur Küste und über die Delmarva-Halbinsel in Maryland hinweg. Er setzte seinen Kurs nach Nordwesten auf das Festland Virginias weg, wo er sich schließlich auflöste. Danielle war einer der seltenen tropischen Wirbelstürme mit Landfall in diesem Bundesstaat.
Danielle verursachte den Tod von zwei Personen, als ein Segelboot durch hohe Wellen vor der Küste von New Jersey kenterte und sank.

### Tropisches Tiefdruckgebiet Sieben
Eine tropische Welle löste sich am 23. September von der Küste Afrikas. Die Welle blieb bis zum 25. September schlecht ausgebildet, als sie sich zu entwickeln begann und als Tropisches Tiefdruckgebiet Sieben klassifiziert wurde. Das System wanderte anfänglich in westnordwestlicher Richtung, aber nachdem Windscherungen das Konvektionszentrum freisetzten, drehte das System nach Nordwesten. Das Tief wanderte dann nordwärts, wobei es zwischen Intensivierung und Abschwächung hin und her schwankte und erreichte am 30. September mit 1008 hPa seinen niedrigsten Druck. Das Tiefdruckgebiet löste sich am 1. Oktober auf.
Da das dieses System weit vom Land entfernt blieb, gab es keine Meldungen über Schäden durch dieses tropische Tiefdruckgebiet.

### Tropischer Sturm Earl
Earl war ein kapverdisches Sturmsystem, das sich am 18. September von der afrikanischen Küste löste und über den Atlantischen Ozean nach Westen wanderte. Am 27. September wurde das System etwa 550 km nördlich von Hispaniola als tropisch klassifiziert. Es setzte seinen Weg nach Nordwesten fort und nähert sich den Bahamas. Als es sich zu intensivieren begann, wurde das Tiefdruckgebiet stationär. Am 29. September erfolgte die Aufstufung zum Tropischen Sturm Earl, der ostwärts zog und in den späten Abendstunden des 1. Oktobers mit Windgeschwindigkeiten von 95 km/h seine größte Intensität erreichte.
Im Zusammenhang mit Earl wurden keine Schäden an Personen und Sachen gemeldet.

### Hurricane Frances
Frances bildete sich am 18. Oktober südsüdwestlich von Bermuda, erreichte den Status eines tropischen Sturmes am 23. Oktober und bereits einen Tag später mit Windgeschwindigkeiten von 140 km/h seine größte Intensität. Frances wanderte nach Nordosten über kälteres Wasser und schwächte sich in den beiden darauffolgenden Tagen deutlich ab. Am 27. Oktober wurde das System außertropisch.
Ein Segler verschwand infolge des Sturms und ist vermutlich tot, ein weiterer wurde auf seinem Segelboot verletzt.

## Andere Stürme

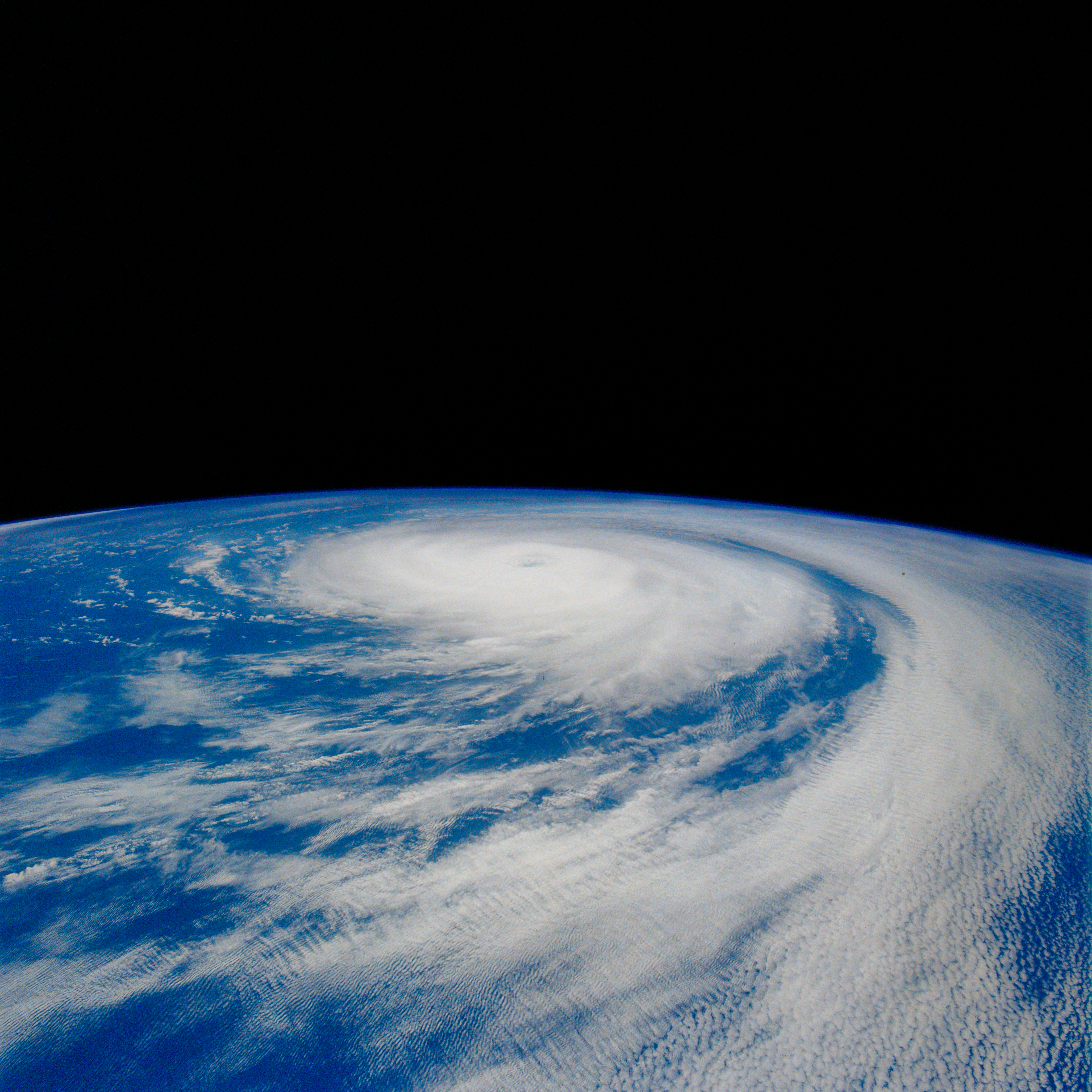
Sturmsystem am 16. Mai 1992 mit Zentrum in der Nähe von Bermuda

Ein Tief mit polarer Luft bildete sich vor der Küste der mittleren Staaten an der Ostküste der Vereinigten Staaten und wanderte in die Chesapeake Bay hinein zum Norden Virginias, wobei die Temperaturen in mittlerer Höhe überraschend warm waren. Das System bildete ein Auge, das auf Wetterradar-Aufnahmen gut sichtbar war. Die Windböen erreichten am 4. Januar in Chincoteague, Virginia 140 km/h.
Die NASA wies am 16. Mai auf die Existenz eines möglichen weiteren tropischen Sturmes hin. Dieser näherte sich Bermuda an und hat bei seinem Höhepunkt ein gut entwickeltes Auge. Trotz seiner Organisation wurde das System nicht vom NHC als tropisch anerkannt. Ein weiteres nicht klassifiziertes System, das sich Mitte September schnell vor der Küste der Carolina-Staaten bildete, entwickelte ebenfalls ein Auge. Es wanderte einige hundert Kilometer vor der Küste Neuenglands nach Norden und traf schließlich auf Sable Island, Nova Scotia.

## Accumulated Cyclone Energy (ACE)
| ACE (104kt2) – Sturm | ACE (104kt2) – Sturm | ACE (104kt2) – Sturm | ACE (104kt2) – Sturm | ACE (104kt2) – Sturm | ACE (104kt2) – Sturm |
| -------------------- | -------------------- | -------------------- | -------------------- | -------------------- | -------------------- |
| 1                    | 28,4                 | Andrew               | 5                    | 3,27                 | Earl                 |
| 2                    | 23,1                 | Bonnie               | 6                    | 2,86                 | Danielle             |
| 3                    | 10,9                 | Charley              | 4                    | 6,50                 | Frances              |
| Total= 75,1 (75,13)  |                      |                      |                      |                      |                      |

Die Tabelle auf der rechten Seite zeigt die ACE für jeden tropischen Sturm der Saison. Die ACE ist eine Maßeinheit zum Vergleich der verschiedenen Hurrikansaisons miteinander. Dabei wird die maximale Windgeschwindigkeit eines tropischen Sturms oder Hurrikans mit ihrer Dauer multipliziert. Deswegen haben Hurrikane, die eine längere Zeit existierten, einen höheren ACE-Wert als kurzlebige Hurrikane. Der Subtropische Sturm Eins ist in der Tabelle nicht aufgeführt, weil nach der Definition des National Hurricane Centers nur tropische Stürme berücksichtigt werden.

## Sturmnamen
Die folgenden Namen wurde für die Benennung tropischer Stürme und Hurrikane im atlantischen Becken verwendet, die sich 1992 bildeten.
Andrew, Bonnie, Charley, Danielle, Earl, Frances
Nicht mehr zur Anwendung kamen:
Georges, Hermine, Ivan, Jeanne, Karl, Lisa, Mitch, Nicole, Otto, Paula, Richard, Shary, Tomas, Virginie, Walter
Diese Liste wurde mit Ausnahme von Andrew, der durch die World Meteorological Organization im Frühjahr 1993 von der Liste der Namen tropischer Wirbelstürme gestrichen und durch Alex ersetzt wurde, während der Atlantischen Hurrikansaison 1998 wiederverwendet.